# Kamil Glik
Kamil Jacek Glik (Jastrzębie-Zdrój, Silesia, 3 de febrero de 1988) es un futbolista polaco. Juega de defensa y milita en el KS Cracovia de la Ekstraklasa.

## Selección nacional
Ha sido internacional con la selección de fútbol de Polonia; donde hasta ahora, ha jugado 103 partidos internacionales y ha anotado 6 goles con dicho seleccionado. Coincidiendo con el primer partido del Mundial 2022, se convirtió en el quinto jugador en alcanzar cien partidos internacionales.

## Clubes
| Club                  | País    | Año       |
| --------------------- | ------- | --------- |
| WSP Wodzisław Śląski  | Polonia | 2005      |
| Silesia Lubomia       | Polonia | 2005      |
| U. D. Horadada        | España  | 2006      |
| Real Madrid C. F. "C" | España  | 2007-2008 |
| Piast Gliwice         | Polonia | 2008-2010 |
| U. S. Palermo         | Italia  | 2010-2011 |
| A. S. Bari            | Italia  | 2011      |
| Torino F. C.          | Italia  | 2012-2016 |
| A. S. Monaco F. C.    | Francia | 2016-2020 |
| Benevento Calcio      | Italia  | 2020-2023 |
| KS Cracovia           | Polonia | 2023-     |

## Palmarés

### Títulos nacionales
| Título  | Club               | País    | Año     |
| ------- | ------------------ | ------- | ------- |
| Ligue 1 | A. S. Monaco F. C. | Francia | 2016-17 |